# Gioconda
Gioconda (în italiană La Gioconda) sau Mona Lisa este o pictură celebră a lui Leonardo da Vinci, realizată în anii 1503-1506, reprezentând o femeie cu expresie gânditoare și un surâs abia schițat. Mona este prescurtarea cuvântului Madonna (Doamna). Este considerată cea mai renumită operă din istoria picturii. Puține alte tablouri au fost atât de mult reproduse sau discutate. În prezent tabloul este expus la Muzeul Luvru din Paris, fiind atracția principală pentru vizitatori.

## Descriere
Este vorba despre o pictură în ulei pe lemn de plop, cu dimensiunile de 77 x 53 cm, a căror împărțire dă 1,452, rezultat ce trimite la anul nașterii autorului - 1452. 
Natura imaginii redate a făcut subiectul a nenumărate interpretări. În general, se poate spune că vivacitatea și ambiguitatea fizionomiei Giocondei se datorează procedeului de pictură „sfumato”, dând tabloului un aer misterios. Caracteristica principală a portretului este surâsul enigmatic. Sigmund Freud a interpretat acest surâs ca simbol al atracției erotice a lui Leonardo față de mama sa (Complex Oedip). 
Identitatea personajului portretizat nu este încă sigură, deși recent cercetătorul Giuseppe Pallanti din Florența tinde să confirme afirmația lui Giorgio Vasari, după care ar fi vorba de Monna Lisa Gherardini , membră a micii nobilimi rurale din Toscana. 
De precizat că numele Monna Lisa este corectat forțat, fiind redactat doar în italiana literară cu dublă consoană; chiar istoricul de artă Giorgio Vasari l-a scris așa cum era el utilizat în epocă (folosind o singură consoană - Mona Lisa) precum în dialectul toscan, neliterar. 
Cercetări anterioare ajunseseră la concluzia că portretul ar reda figura unei înstărite doamne florentine, Madonna Lisa del Giocondo, al cărei nume ar explica și a doua denumire a tabloului. De identitatea persoanei din cadru s-au ocupat critici și istorici de artă precum Carlo Pedretti, Martin Kemp, Silvano Vinceti, Pietro C. Marani, Agostino de Santi Abati, dar nu numai. Silvano Vinceti, de ex., consideră că femeia din tablou este o reprezentare androgină, în care, sub un singur chip feminin, sunt portretizate două identități masculine - Leonardo, pictorul, pe de o parte și Salai, ucenicul, pe de altă parte, ale căror nume ar fi marcate prin inițiale minuscule (L, respectiv S) în ochii personajului. Lisa Gherardini, Pacifica Brandani, Bianca Sforza sunt alte posibile figuri imortalizate în opera expusă la Muzeul Luvru. 
Convingerea lui Carlo Pedretti că în tablou este Pacifica Brandani se baza pe o mărturie din 1517, a lui Antonio de Beatis, secretarul cardinalului Luis de Aragon, însă teoria a fost contestată de către Pietro C. Marani, care a stabilit că a fost vorba despre o confuzie deja demonstrată și de către Frank Zollner.
Documentul Heidelberg, descoperit de către Armin Schlechter, a consfințit, relativ recent, veridicitatea afirmației lui Giorgio Vasari, potrivit căruia în cadru ar fi, totuși, Lisa Gherardini, ulterior devenită prin căsătorie Madonna Lisa del Giocondo - așa cum precizează, de pildă, și Michael White.
O prezentare complexă a identității personajului din tablou au formulat-o cercetătorii Pavel Floresco și Carmina Felice, care consideră că este vorba despre un portret multiplu. Spre a-și imortaliza pictural propria mamă, Caterina, de care fusese despărțit din copilărie și pe care și-o mai amintea doar vag, dar și pentru a reproduce astfel un chip uman ca ideal universal de feminitate sau maternitate, Leonardo da Vinci a preluat trăsături fizice, faciale, de la mai multe persoane:
- modelul Lisa Gherardini/Madonna Lisa del Giocondo (teorie enunțată de către Giorgio Vasari, confirmată de Sigmund Freud și probată relativ recent prin Documentul Heidelberg);
- ucenicul Salai (teză cu substrat androgin, de Silvano Vinceti);
- de la el însuși (de unde și ideea, de fapt confuzia intens vehiculată a unui autoportret feminin al său, artistul considerând în realitate că a moștenit ereditar anumite particularități fizionomice de la mama sa, trăsături pe care le-a preluat spre a reproduce chipul matern și nu pentru a-și realiza un autoportret).
Pictura reprezintă unul dintre primele portrete pe fondul unui controversat peisaj imaginar; podul din tablou a fost considerat existent în Arezzo ca Ponte Buriano, iar istoricul italian de artă Silvano Vinceti consideră că l-a identificat ca Ponte Romito din Laterina. O caracteristică interesantă este că fundalul nu este uniform, partea din stânga este evident la un nivel mai jos decât în dreapta, fiind probabil adăugată mai târziu în cursul realizării compoziției. Tabloul a fost restaurat în mai multe rânduri. Analizele cu raze Röntgen au revelat încă trei straturi de pictură sub cel vizibil.

## Istoric

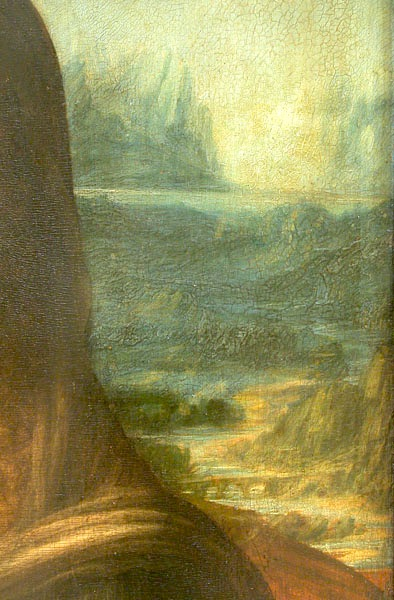
Detaliu cu partea din dreapta a fundalului

Istoria tabloului este plină de peripeții. Leonardo era foarte atașat de el și îl purta totdeauna cu sine în călătorii, inclusiv atunci când regele Francisc I l-a invitat în 1516 să se stabilească în Franța, în castelul din Amboise. Regele i-a cumpărat tabloul, care a fost expus mai întâi la palatul Fontainebleau, mai târziu la Versailles. După Revoluția Franceză este expus la Luvru, Napoleon Bonaparte l-a luat pentru propriul său dormitor, apoi a revenit la muzeul Luvru. În timpul  Războiului franco-prusac din 1870-1871 a stat ascuns într-un loc necunoscut. În ziua de 22 august 1911 se constată dispariția tabloului din muzeu. Poetul Guillaume Apollinaire este suspectat de furt și arestat, în ziua de 7 septembrie este interogat și Pablo Picasso, dar ambii sunt eliberați din lipsă de dovezi. S-a descoperit că un angajat de la muzeul Luvru, de origine italiană, Vincenzo Perugia, convins că tabloul aparține Italiei, l-a furat purtându-l sub manta la ieșirea din muzeu. A fost descoperit când a încercat să-l vândă unui negustor de opere de artă din Florența. După ce a fost expus în principalele orașe ale Italiei, revine la Luvru în 1913. În 1956, partea inferioară a tabloului suferă daune serioase în urma unui atentat cu o soluție acidă, iar câteva luni mai târziu un vizitator a aruncat în el o piatră. În prezent se află protejat sub o sticlă incasabilă. În anul 1962 a fost expus în America la New York și Washington, D.C., iar în anul 1974 la Tokyo și Moscova.

## Influențe
În epoca modernă, artiștii avangardiști au utilizat des motivul acestei picturi, realizând chiar variații caricaturale ale acesteia.
Printre cele mai notabile este cea suprarealistă a lui Salvador Dalí, intitulată Autoportret ca Mona Lisa, care a adăugat mustăți chipului femeii.
La Muzeul Prado a fost descoperită o copie a acestei picturi.
Conform experților, acest tablou a fost pictat tot în secolul al XVI-lea de unul din discipolii lui Leonardo da Vinci.